# Kaplica Niepokalanego Poczęcia Najświętszej Maryi Panny w Bielicach
Kaplica pod wezwaniem Niepokalanego Poczęcia Najświętszej Maryi Panny w Bielicach – w miejscowości Bielice w województwie opolskim, w powiecie nyskim, w gminie Łambinowice. Kaplica filialna należąca do parafii pod wezwaniem św. Katarzyny Aleksandryjskiej, w Bielicach, w Dekanacie Skoroszyce, w Diecezji Opolskiej. Jej patronką jest św. Katarzyna Aleksandryjska z Egiptu.
Kaplica znajduje się w Schronisku św. Brata Alberta.